# Vipiteno
Vipiteno (Sterzing en allemand) est une commune italienne d'environ 6 950 habitants (2021), située dans la province autonome de Bolzano, dans la vallée de l'Isarco (Eisack), à la frontière autrichienne du col du Brenner. La ville fait partie du circuit des plus beaux villages d'Italie.

## Géographie
Vipiteno est la dernière ville avant le Brenner et l'Autriche au nord, par l'autoroute A22. Du côté italien, elle est reliée à Bolzano par la vallée de l'Isarco et à Merano par le col de Monte Giovo et le Val Passiria. Traversée par la rivière Isarco, Vipiteno se trouve à 15 km au sud du col de Brenner, 30 km au nord de Bressanone, 70 km de Bolzano et 50 km de Innsbruck.

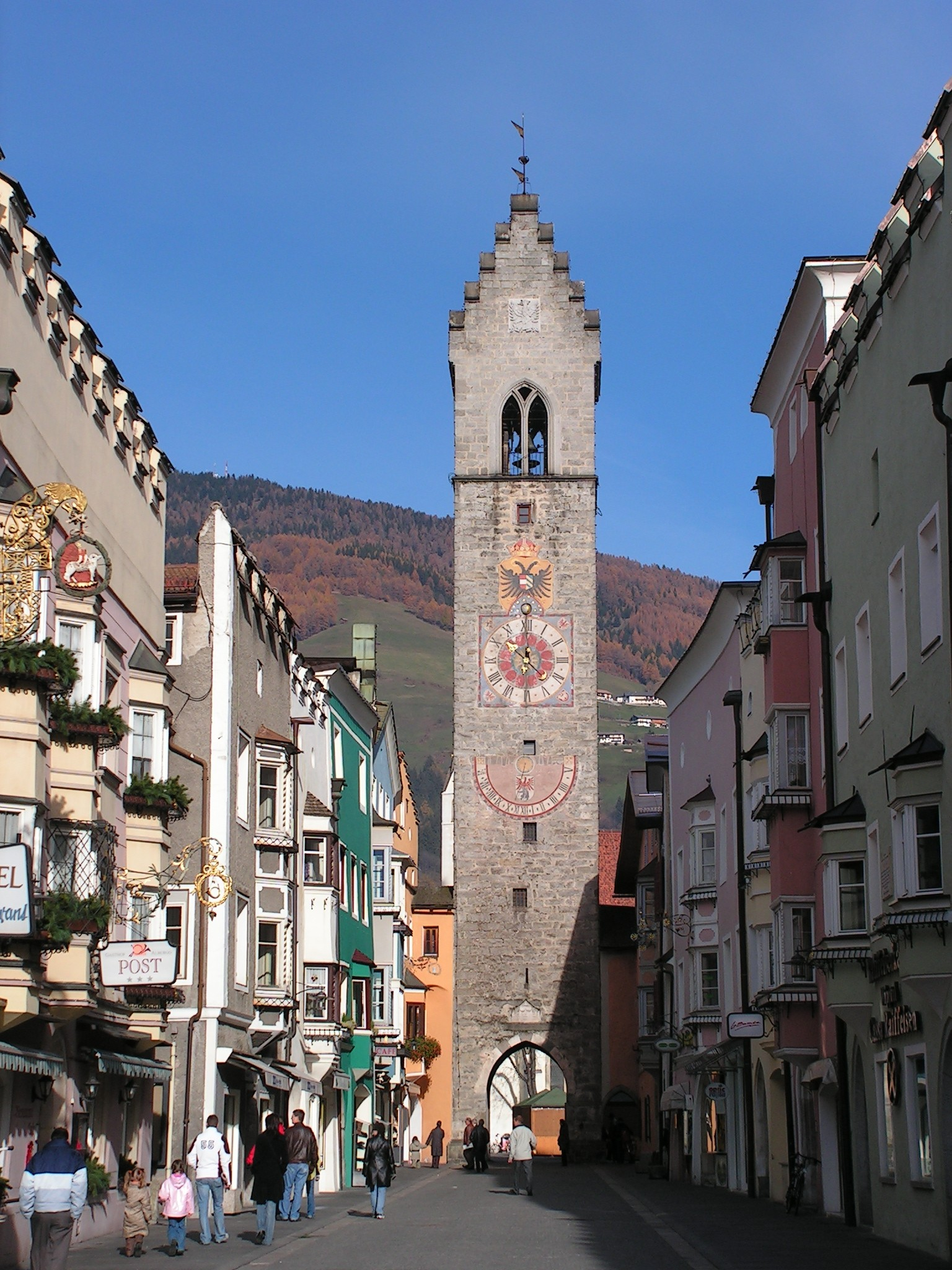
La Zwölferturm (en italien : torre Delle Dodici).

Située à 950 m, la commune est dominée par le Monte Cavallo (Rosskopf en allemand) (2 176 m) à l’ouest, la Cima Gallina (Hühnerspiel) (2 800 m) au nord-est et la Cima di Stilves (2 422 m) au sud. Sur les pentes du Monte Cavallo se trouvent les remontées mécaniques de la station de ski du village, accessibles en quelques minutes du centre. Outre les stations de ski normales, il existe également l'une des plus longues pistes de luge du Tyrol du Sud, longue d'approximativement 10 km.

## Toponymie
Le néo-toponyme italien Vipiteno date de l'époque mussolinienne , voire un peu antérieurement, et reprend l'ancien nom romain Vipitenum / Vepitenum, mentionnés sous les formes Vipitenum au IIIe siècle (Itinéraire d'Antonin), Vepitenum au IVe siècle (table de Peutinger), Uuipitina en 827-828, puis Wibitin en 1050–1065 (formes germanisées). Il est lié à la vallis Vipitina (la haute vallée de l'Isarco) attestée en 937-957, dont est issu l'élément Wip- conservé en allemand dans la traduction Wipptal (Wibital 1170, Wiptal / Wibtal vers 1200),.
L'étymologie de Vipitenum / Vepitenum n’est pas assurée, mais il s'agit sans doute d'un nom d’origine rhétique ou étrusco-rhétique, langue obscure parlée dans cette partie des Alpes, un lien avec l’anthroponyme étrusque Vipiθenes, bien attesté, semble plausible,.
Le toponyme allemand Sterzing est attesté sous la forme Sterzengum en 1182 et dérive du nom de personne germanique Starco ou Sterco + suffixe germanique -ing-, indiquant la parentèle, signifiant donc « terre de la famille de Starco / Sterco ». Dès lors, la ville fut connue des marchands italiens sous le nom de Sterzen ou Sterzinga.

## Histoire
Le 29 mars 1797 eut lieu le combat de Sterzingen, où la 93e demi-brigade de deuxième formation s'illustra durant l'expédition du Tyrol.
Le 4 mai 1945, les unités du 349e régiment d'infanterie de la 88e division de la Ve Armée US (front italien) font la jonction avec des unités de la 103e division du 6e corps de la VIIe Armée US (front allemand) qui ont franchi le col du Brenner.

## Économie
La ville héberge plusieurs entreprises, toutes spécialisées dans le domaine de l'aménagement de la montagne. Parmi elles, on retrouve :
- Leitner, spécialisée dans les remontées mécaniques ;
- Prinoth, constructeur de dameuses et de véhicules utilitaires à chenilles ;
- Demaclenko, spécialisée dans la production de neige de culture ;
- Troyer, spécialisée dans les centrales hydroélectriques.

## Patrimoine
- La Tour des « Douze » et son horloge[6].

## Administration
La ville est le chef-lieu de la communauté de communes du Wipptal.
| Période                                  | Période  | Identité           | Étiquette | Qualité |
| ---------------------------------------- | -------- | ------------------ | --------- | ------- |
| 9/5/2005                                 | En cours | Fritz Karl Messner | SVP       | maire   |
| Les données manquantes sont à compléter. |          |                    |           |         |

### Hameaux
Novale, Tunes, Ceves

### Communes limitrophes
Les communes limitrophes sont  Brennero, Campo di Trens, Racines et Val di Vizze.

## Personnalités liées
- Paul Dax (1503-1561), artiste autrichien ;
- Johann Gänsbacher (1778-1844), compositeur et chef d'orchestre ;
- Alex Schwazer (né en 1984), athlète, médaillé d'or aux jeux olympiques.